# Siphoviridae
I Siphoviridae sono una famiglia di virus facente parte dell'ordine Caudovirales, nel gruppo I della Classificazione di Baltimore. Di questa famiglia fa parte il fago lambda.

## Morfologia
Come tutti i batteriofagi caudati il capside non rivestito è composto da una "testa" e da una "coda". La testa ha simmetria icosaedrica e diametro di 60 nm. La coda filamentosa non è contrattile e può presentare una notevole variabilità di dimensioni a seconda della specie. La lunghezza è compresa tra 65 e 570 nm, la larghezza tra 7 e 10 nm. La coda è dotata di fibre terminali e subterminali. Il capside è formato da 72 capsomeri.

## Genoma
Il genoma non segmentato è costituito da un'unica molecola di DNA lineare a doppio filamento. È lungo 48 kbp e ha un contenuto guanina+citosina del 52%. Codifica per 70 geni. L'acido nucleico costituisce il 54% della massa del virione ed è contenuto nella testa.

## Replicazione
Il virus attacca i batteri dei phylum Proteobacteria e Firmicutes. La particella virale si attacca alla cellula ospite tramite le fibre della coda, e attraverso questa il DNA viene iniettato nel citoplasma. Il DNA virale può essere circolarizzato o integrato nel genoma dell'ospite. Vengono trascritti e tradotti i geni "precoci" e replicato il DNA virale, successivamente vengono trascritti e tradotti i geni "tardivi", che codificano per le proteine del capside e per quelle necessarie al suo assemblaggio, che avviene nel citoplasma. I nuovi virioni vengono rilasciati nell'ambiente esterno tramite lisi.